# Actaletes neptuni
Genre
Espèce
Actaletes neptuni, unique représentant du genre Actaletes, est une espèce de collemboles de la famille des Actaletidae.

## Distribution
Cette espèce se rencontre sur les côtes européennes atlantiques et méditerranéennes.

## Publication originale
- Giard, 1889 : Sur un nouveau genre de collembola marin et sur l’espèce type de ce genre Actaletes neptuni, Gd. Le Naturaliste, sér. 2, vol. 3, p. 123 (texte intégral).